# Emmering (Fürstenfeldbruck járás)
Emmering település Németországban, azon belül Bajorországban. Lakosainak száma 7068 fő (2023. december 31.). Emmering Eichenau, Olching, Fürstenfeldbruck és Alling községekkel határos.

## Népesség
A település népessége az elmúlt években az alábbi módon változott:
| Lakosok száma | 476  | 2375 | 5290 | 5543 | 6336 | 6623 | 6709 | 6688 | 6873 | 7068 |
|               | 1875 | 1950 | 1975 | 1987 | 2012 | 2014 | 2016 | 2017 | 2021 | 2023 |